# Hashikami
Hashikami (階上町, Hashikami-chō) est un bourg situé dans le district de Sannohe (préfecture d'Aomori), au Japon.

## Géographie

### Démographie
Hashikami comptait 14 149 habitants lors du recensement du 30 avril 2014.

## Transports
Hashikami est desservi par la ligne Hachinohe de la compagnie JR East.

## Honneur
L'astéroïde (145062) Hashikami porte son nom.